# Quarantine 2: Terminal
Quarantine 2: Terminal je americký hororový film z roku 2011, který režíroval John Pogue. Jde o pokračování filmu Karanténa, který je remakem španělského původního snímku REC. V tomhle filmu se o remake nejedná.

## Děj
Téže noci, kdy americká vláda nechala izolovat činžovní dům, kde se rozšířila infekce, je na losangeleském letišti připraveno ke vzletu letadlo, na jehož palubu se dostal viník a tvůrce nákazy, který s sebou nelegálně přepravuje krysy. Jedna z nich ale kousne jednoho z cestujících a ten se později stane agresivním, přičemž pokouše jiné cestující. Pasažéři se rozhodnou letadlo opustit a schovat se do nákladové haly. Jejich nemilým překvapením se stane, když uslyší od policie, že byli uvaleni pod karanténu a zároveň zjišťují, že nemoc, která se pokousáním rozšiřuje, má podobu vztekliny.